# HD183421
HD183421 — хімічно пекулярна зоря спектрального класу B9, що має видиму зоряну величину в смузі V приблизно  7,4.
Вона  розташована на відстані близько 1098,2 світлових років від Сонця.

## Пекулярний хімічний склад
Зоряна атмосфера HD183421 має підвищений вміст 
Si
.